# Moine (rivier)

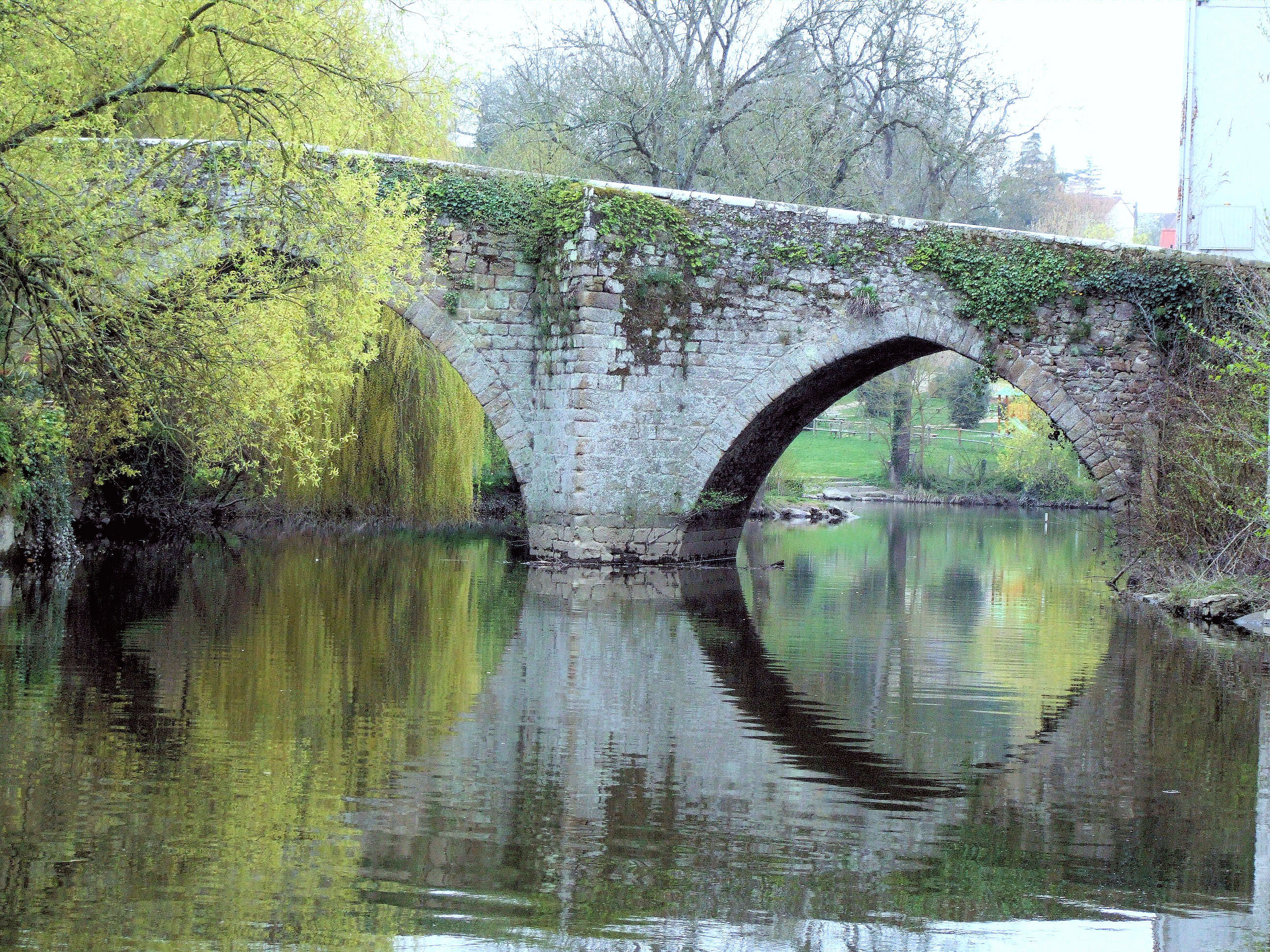
Moine bij Clisson

De Moine is een rivier in de Franse departementen Maine-et-Loire, Deux-Sèvres en Loire-Atlantique. Zij is een rechtse zijrivier van de Sèvre Nantaise en behoort bijgevolg tot het Loirebekken.
De bron ligt op 170 meter hoogte op het grondgebied van Mauléon.
Vervolgens stroomt de rivier door: Maulévrier, Cholet, La Séguinière, Roussay, Montfaucon-Montigné en Saint-Crespin-sur-Moine om bij Clisson uit te monden in de Sèvre Nantaise.
De rivier is 68,8 km lang, het stroomgebied is 390 km² groot en het gemiddeld debiet bij de monding 3,33 m³ per seconde. Het debiet wisselt sterk per seizoen met het hoogtepunt in januari en het dieptepunt in augustus. 